# Johann Friedrich Meckel, o Velho
Johann Friedrich Meckel (Wetzlar, 31 de julho de 1724 – Berlim, 18 de setembro de 1774) foi um médico e anatomista alemão. Era avô do médico e anatomista alemão Johann Friedrich Meckel, o Jovem e membro da Academia Real de Ciências da Suécia. Foi o fundador de uma dinastia de anatomistas alemães, que ocuparam várias cátedras de anatomia num período de quatro gerações.

## Biografia
Era filho do jurista alemão Philipp Ludwig Meckel (1693–1764?) e de sua esposa Maria Magdalena Moeller.   Seu avô  materno, Georg Christoph Moeller (1663-1740), também foi médico e ocupou o cargo de professor em Göttingen.  Johann Friedrich Meckel se casou em 1750 com Charlotte Louise Kamman (1724–1797). Desse casamento tiveram sete filhos, sendo dois homens e cinco mulheres, dentre eles o anatomista e cirurgião Philipp Friedrich Theodor Meckel (1756–1803). Este se casou com Johanna Lauer (1762–1782), e eles tiveram o anatomista Johann Friedrich Meckel, o Jovem (1781-1833). Johann Friedrich, o Jovem, se casou com Katharina Jetzke (1758–1826) e eles tiveram o anatomista e cientista forense August Albrecht Meckel (1789–1829). Este se casou e teve um filho que se chamou Johann Heinrich Meckel (1821–1856), que foi professor de anatomia patológica da Universidade de Berlim entre 1851 e 1856.
Johann Friedrich Meckel se formou em direito em Göttingen, porém era muito ligado à medicina. Dentre seus professores estava Albrecht von Haller (1708-1777), de quem teve aulas de anatomia e botânica. De 1743 a 1745, Meckel realizou um pedido de seu pai, estudando em Berlim, onde Augustinus Buddeus (1696–1753) lhe deu aulas de anatomia e patologia. Voltando em 1748 para Göttingen, doutorou-se com a tese "Tractatus anatomico-physiologicus de quinto pare nervorum cerebri", onde ele documenta sua descoberta do gânglio submandibular. Nesse mesmo ano, Meckel se estabeleceu em Berlim como médico prático. Em 1749, aos 25 anos, tornou-se membro da Academia Real de Ciências da Prússia. No ano seguinte foi nomeado como sucessor de Johann Friedrich Cassebohms (1699-1743) na segunda cátedra de anatomia do Colégio Médico-cirúrgico de Berlim. Após a morte de seu patrono e mentor Buddeus, Meckel tornou-se seu sucessor na primeira cadeira de anatomia, ocupando ainda as cadeiras de botânica e obstetrícia. Até o fim de sua vida foi sempre ativo na prática da medicina. Morreu de tuberculose em 18 de Setembro de 1774, sendo substituído como anatomista por Johann Gottlieb Walter (1734-1818).

## Obras
- De quinto pare nervorum cerebri. Göttingen 1748.
- Nova experimenta et observationes de finibus venarum et vasorum lymphat. Berlin 1771.
- Opvscvla Anatomica De Vasis Lymphaticis. Dissertatio Epistolaris De Vasis Lymphaticis. Berolini, Stralsund 1772.

## Epônimos
- (em inglês) Cavo de Meckel - Cavo do gânglio trigeminal: cavidade da matéria dura sobre a porção pétrea do osso temporal que cobre o gânglio trigeminal.
- Gânglio de Meckel: mais conhecido como gânglio esfenopalatino, o qual é um gânglio parassimpático na parte superior da fissura esfenomaxilar, responsável pela emissão de nervos para os olhos, nariz e o palato.
- Ligamento de Meckel: porção do ligamento anterior que pressiona o martelo à parede da membrana timpânica. Esta estrutura recebeu esse nome em homenagem ao filho de Meckel: Philipp Friedrich Theodor Meckel (1756–1803)[2]

## Família Meckel
- Johann Friedrich Meckel, o Jovem (1781-1833), seu neto, foi também professor de anatomia e um dos fundadores da Teratologia.
- Philipp Friedrich Theodor Meckel (1755–1803), seu pai, foi médico e anatomista alemão.
- August Albrecht Meckel (1789–1829), seu irmão, praticou medicina legal e pesquisou anatomia aviária, porém, morreu prematuralmente de tuberculose.
- Johann Heinrich Meckel (1821–1856), seu sobrinho e filho de August Albrecht Meckel (1789–1829), foi professor de anatomia patológica da Universidade de Berlim. Morreu com problemas no pulmão e foi substituído pelo médico patologista Rudolf Virchow (1821-1902).